# Monique Haas
Monique Haas (* 20. Oktober 1909 in Paris; † 9. Juni 1987 ebenda) war eine französische Pianistin.

## Leben
Als Enkeltochter eines  Pfälzers studierte Monique Haas am Conservatoire de Paris bei Joseph Morpain und Lazare Lévy.  In Kammermusik unterrichtete sie Charles Tournemire, in Harmonielehre Suzanne Demarquez und in Musikgeschichte Maurice Emmanuel. Privaten Unterricht nahm sie bei Rudolf Serkin, Robert Casadesus und George Enescu.
Nachdem sie 1927 den 1. Preis des Konservatoriums gewonnen hatte, konzertierte sie als Solistin und  Duospielerin, u. a. mit Pierre Fournier, Francis Poulenc, Igor Stravinski, Paul Hindemith und Enescu, einem Freund und Mentor ihres Mannes. Ihr Repertoire reichte von  Bach,  Haydn und  Mozart zu  Bartók,  Prokofjew und  Messiaen. Mit Ausnahme von Robert Schumann und  Chopins Etüden mied sie die sog.  Romantiker. Auf den meisten ihrer Programme standen François Couperin, Jean-Philippe Rameau, Claude Debussy und Maurice Ravel, dessen Klavierwerk sie vollständig einspielte.
Ihre internationale Karriere begann in der Nachkriegszeit in Deutschland. Berühmt wurden ihre Aufnahmen mit Musik des 20. Jahrhunderts. Sie führte die (unbekannte) Suite für Klavier und Streicher (Hindemith) (1940) und – wenige Tage nach György Sándor zum ersten Mal – Béla Bartóks  3. Klavierkonzert auf. Die Études (Debussy) brachten einen Grand Prix du Disque. Die meisten Aufnahmen machte sie mit der  Deutschen Grammophon, darunter das Capriccio für Klavier und Orchester (Strawinsky) (1950), das Klavierkonzert a-moll op. 54 (Schumann) (1961) mit den  Berliner Philharmonikern unter der Leitung von Eugen Jochum und das Klavierkonzert G-Dur (Ravel) (1948). Bei dessen zweiter Aufnahme spielte sie 1965 auch das legendäre Klavierkonzert für die linke Hand (Ravel) ein. Ende der 1960er und Anfang der 1970er Jahre entstanden maßgebliche Aufnahmen mit Werken von Strawinski, Hindemith, Karl Amadeus Hartmann, Milhaud, Messiaen, Pierre Boulez und ihrem Mann Marcel Mihalovici. Milhaud, Florent Schmitt und vor allem ihr Mann widmeten ihr viele Werke.
1967 begann sie am heimatlichen Konservatorium in Paris und am Mozarteum in Salzburg selbst zu unterrichten; ihre Konzerte und Aufnahmen gab sie aber nicht auf. Außer der Deutschen Grammophon waren Bertelsmann, Elektra Records und Profil (Label) Vertragspartner. 2006 gab die Deutsche Grammophon alle ihre Aufnahmen auf acht CDs neu heraus.
Monique Haas starb zwei Jahre nach ihrem Mann im Alter von 77 Jahren.